# مستشفى وهران الجامعي

## مقدمة
مستشفى وهران الجامعي هو مستشفى تابع لجامعة وهران في الجزائر ويتسع لـ 600 - 2000 سرير.
يهتم:
- بالرعاية المتخصصة للمرضى
- التكوين الطبي والشبه الطبي
- البحث في الميدان الطبي

## تاريخ
أصل المستشفى الجهوي لوهران يعود لعام 1877، وهي سنة بدء بناء أول جناح بالمستشفى الجديد. بعد ستة سنوات، في أفريل 1983 انتقل المرضى من المستشفى القديم إلى المستشفى الجديد بهضبة سانت ميشال.
حكم في البداية بموجب المرسوم الصادر في 23 ديسمبر 1874، ثم من خلال مرسوم 27 ديسمبر 1943. المرسوم رقم 57-1090 الصادر بتاريخ 3 أكتوبر 1957، المتعلق بالمستشفيات العامة ودور العجزة في الجزائر، والمرسوم الصادر في 31 ديسمبر 1957 الذي يضع الشروط اللازمة لتنظيم وتشغيل المستشفيات والذي أعطى المستشفى المدني اسم «المستشفى الإقليمي وهران».
المستشفى الإقليمي بوهران يتربع على مساحة قدرها 13 هكتارا، تشمل الخدمات الإدارية، الاقتصادية، والمختبرات. تقدر قدرة استيعابه النظامية ب 2142 سرير في مقابل قدرته الحقيقية هي 2922 سريرا.
أصبحت هذه المجموعة بعد إنشاء كلية الطب بوهران، وفقا لأحكام المرسوم 58-1373 الصادر بتاريخ 30 ديسمبر 1958 إلى «مستشفى وهران الجامعي». يديره لجنة إدارية بمساعدة مجلس استشاري طبي.